# Гайон (Атлантические Пиренеи)
Гайо́н (фр. Gayon) — коммуна во Франции, находится в регионе Аквитания. Департамент — Атлантические Пиренеи. Входит в состав кантона Тер-де-Люи и Кото-дю-Вик-Бий. Округ коммуны — По.
Код INSEE коммуны — 64236.

## География

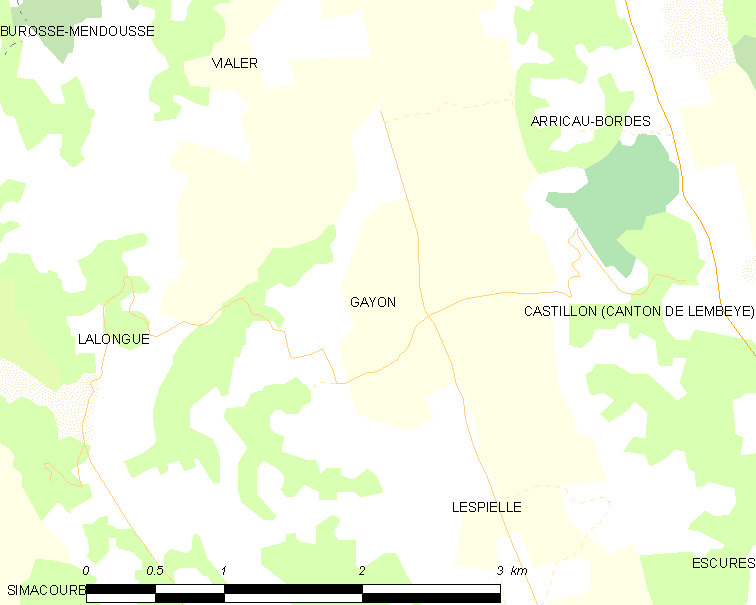
Карта коммуны

Коммуна расположена приблизительно в 630 км к югу от Парижа, в 155 км южнее Бордо, в 26 км к северо-востоку от По.
На северо-востоке коммуны протекает река Леес.

### Климат
Климат тёплый океанический. Зима мягкая, средняя температура января — от +5°С до +13°С, температуры ниже −10 °C бывают редко. Снег выпадает около 15 дней в году с ноября по апрель. Максимальная температура летом порядка 20-30 °C, выше 35 °C бывает очень редко. Количество осадков высокое, порядка 1100 мм в год. Характерна безветренная погода, сильные ветры очень редки.

## Население
Население коммуны на 2010 год составляло 57 человек.
| 1962 | 1968 | 1975 | 1982 | 1990 | 1999 | 2010 |
| ---- | ---- | ---- | ---- | ---- | ---- | ---- |
| 94   | 115  | 114  | 95   | 77   | 92   | 57   |

## Администрация
| Период | Период | Фамилия      | Партия | Примечания |
| ------ | ------ | ------------ | ------ | ---------- |
| 1995   | 2001   | Луи Лакустий |        |            |
| 2001   | 2020   | Пьер Пейе    |        |            |

## Экономика
В 2010 году среди 33 человек трудоспособного возраста (15-64 лет) 22 были экономически активными, 11 — неактивными (показатель активности — 66,7 %, в 1999 году было 84,8 %). Из 22 активных жителей работали 22 человека (12 мужчин и 10 женщин), безработных не было. Среди 11 неактивных 4 человека были учениками или студентами, 4 — пенсионерами, 3 были неактивными по другим причинам.

## Достопримечательности
- Церковь Св. Иоанна Крестителя (XX век)[4]
- Замок Гайон (XIII век)[5]